# Praomys coetzeei
Praomys coetzeei (Праоміс) — рід гризунів родини Мишевих.

## Опис тварин
Гризунів невеликого розміру, з довжиною голови й тіла від 90 до 140 мм, довжина хвоста між 123 і 163 мм, довжина стопи від 24 до 28 мм і довжина вух від 14 до 21 мм.
Хутро м'яке. Колір спини коричневий, в той час як черевні частини сіруваті. Хвіст довший голови і тіла і рівномірно темний. Самиці мають пару грудних та 2 пари пахових молочних залоз.

## Проживання
Цей вид поширений на північному заході Анголи.

## Звички
Це нічний і почасти деревний вид.